# To Catch a Killer (film, 2023)
To Catch a Killer är en amerikansk kriminalthrillerfilm från 2023 i regi av Damián Szifrón, som även har skrivit manus tillsammans med Jonathan Wakeham. Huvudrollerna spelas av Shailene Woodley, Ben Mendelsohn, Jovan Adepo och Ralph Ineson. Detta är Damián Szifróns första långfilm med engelskt tal.

## Handling
Eleanor Falco är en ung kriminalinspektör från Baltimore som brottas med demoner från det förflutna. Hon rekryteras av FBI för att hjälpa till med att profilera och spåra upp en hänsynslös seriemördare.

## Rollista
| Shailene Woodley  | – Eleanor Falco    |
| Ben Mendelsohn    | – Geoffrey Lammark |
| Jovan Adepo       | – Jack Mackenzie   |
| Ralph Ineson      | – Dean Possey      |
| Rosemary Dunsmore | – Mrs. Possey      |

## Produktion
I maj 2019 blev Shailene Woodley rollbesatt till denna film (då under titeln Misanthrope), som skulle regisseras av Damián Szifrón, från ett manus skrivet av honom och Jonathan Wakeham. Woodley skulle vara producent av filmen, som var Damián Szifróns första långfilm med engelskt tal. I oktober samma år tillkännagavs det att Mark Strong var i samtal om att bli rollbesatt till filmen. Ett år senare, i december 2020, blev Ben Mendelsohn rollbesatt till filmen. I januari 2021 blev även Jovan Adepo rollbesatt till filmen, följt av Ralph Ineson, i mars samma år.
I maj 2019 meddelades att filmen skulle spelas in i Atlanta. Inspelningen ägde dock rum i Montréal i Québec, den 27 januari till den 10 mars 2021.